# ویرجین رادیو
ویرجین رادیو (انگلیسی: Virgin Radio) شرکت رسانه‌ای بریتانیایی است، که در سال ۲۰۰۱ تأسیس شد.